# Kenneth Mackenzie (1er comte de Seaforth)
Kenneth Mackenzie, 1er comte de Seaforth (15 janvier 1744 – 27 août 1781) est un pair et un homme politique britannique, chef du Clan MacKenzie dans les Highlands.

## Origines

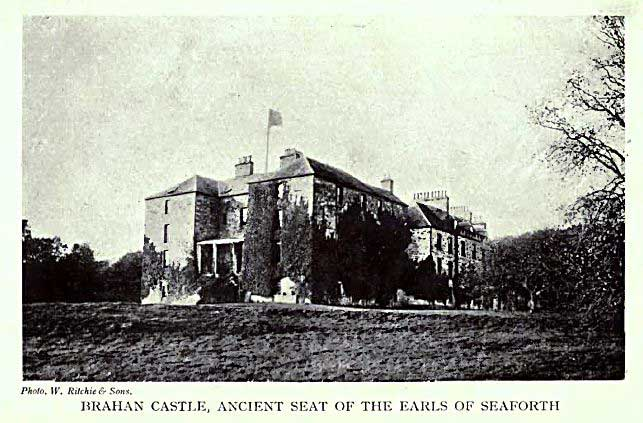
château de Brahan - siège des Comtes de Seaforth

Mackenzie est le fils de Kenneth Mackenzie (Lord Fortrose) (mort en 1761), et de Marie, la fille aînée de Alexander Stewart (6e comte de Galloway). Son grand-père paternel est William Mackenzie (5e comte de Seaforth), dont les possessions sont confisquées par le gouvernement à la suite des révoltes jacobites. Les comtes de Seaforth sont les descendants de l'antique famille de Mackenzie de Kintail.

## Carrière
Mackenzie est créé vicomte de Fortrose et baron Ardelve dans la Pairie d'Irlande le 18 novembre 1766. Il est député pour Caithness de 1768 à 1774. Le 3 décembre 1771, il est créé comte de Seaforth (une nouvelle pairie, également dans la Pairie d'Irlande).
Le 12 novembre 1772, Mackenzie est élu Fellow de la Royal Society.
Il est promu lieutenant-colonel et lève un régiment, le Seaforth (Highland) Régiment en 1778. Il navigue avec eux pour les Indes orientales, mais il meurt en mer en 1781. Il est remplacé en tant que lieutenant-colonel commandant par Thomas Frederick Mackenzie Humberston.
À sa mort, son comté irlandais s'est éteint. Il est remplacé en tant que chef du Clan MacKenzie par son cousin Thomas Frederick Mackenzie Humberston.

## Famille
Mackenzie épouse en premières noces à Lady Caroline Stanhope (1747-1767), fille de William Stanhope (2e comte de Harrington) avec qui il a une fille, Caroline Mackenzie (1766-1847), qui épouse Louis Pierre Milcolombe Drummond. Il épouse ensuite Harriet Powell (décédée le 11 décembre 1779), la fille d'un apothicaire.